# Церква Святої Параскеви П'ятниці (Кабарівці)
Церква Святої Параскеви П'ятниці в Кабарівцях — парафія і храм греко-католицької громади Озернянського деканату Тернопільсько-Зборівської архієпархії Української греко-католицької церкви в селі Кабарівці Тернопільського району Тернопільської области.

## Історія церкви
Парафія стала самостійною в лоні Української Греко-Католицької Церкви у 1836 році, коли був збудований парафіяльний храм. Головною жертводавицею стала Анна Кінсберг, власниця фабрики воскових свічок.
З 1946 до 1960 року, а також з 1970 до 1991 року, храм належав до РПЦ. Парафія перебувала під юрисдикцією РПЦ з 1946 до 1991 року. У період з 1960 до 1970 року храм не діяв, там лише освячували паски на Великдень. У 1991 році парафія і храм повернулися до УГКЦ.
За ці роки парафію відвідали кілька єпископів: у серпні 1994 року — Михаїл Колтун, у квітні 2004 року — Михаїл Сабрига, а у травні 2008 року — Василій Семенюк.
При парафії діють братство Матері Божої Неустанної Помочі та спільнота «Матері в молитві».
На території парафії встановлені хрести:
- місійний (зведений у 1994 році);
- на честь 400-ліття Берестейської унії;
- на честь 100-ліття Хрещення Руси-України.

Парафія не має нерухомого майна, а проборство перебуває на балансі сільської ради.

## Парохи
- о. Іван Ружицький (до березня 1946),
- о. Юрій Ковалик (з грудня 1991).